# Canariphantes
Canariphantes là một chi nhện trong họ Linyphiidae.